# Enusa
Enusa Industrias Avanzadas SA, ou simplement Enusa est l'entreprise publique espagnole qui conçoit, produit et distribue du combustible nucléaire pour les centrales nucléaires espagnoles et des centrales de pays étrangers.

## Présentation
L'entreprise Enusa a été créée en 1972, à l'époque sous le nom Empresa Nacional del Uranio SA.
C'est une entreprise publique détenue à 60 % par la Sociedad Estatal de Participaciones Industriales (SEPI) qui dépend du ministère espagnol de l'Économie et de la Compétitivité et à 40 % par le Centre de recherche énergétique, environnemental et technologique (es) (CIEMAT) qui dépend lui du ministère espagnol de la Science et de l'Innovation. La conception et la fabrication du combustible est assurée par une usine installée à Juzbado dans la province de Salamanque (Castille-et-León).

### Sources
- (es) Cet article est partiellement ou en totalité issu de l’article de Wikipédia en espagnol intitulé « ENUSA » (voir la liste des auteurs).